# Cubillo del Campo
Cubillo del Campo – gmina w Hiszpanii, w prowincji Burgos, w Kastylii i León, o powierzchni 14,06 km². W 2011 roku gmina liczyła 103 mieszkańców.